# Université de Hirosaki
L'université de Hirosaki (弘前大学, Hirosaki daigaku, couramment abrégée en Hirodai, 弘大) est une université nationale japonaise, située à Hirosaki dans la préfecture d'Aomori.

## Composantes
L'université est structurée en facultés de 1er cycle (学部, gakubu), qui ont la charge des étudiants de 1er cycle universitaire, et en facultés de cycles supérieurs (研究科, kenkyūka), qui ont la charge des étudiants de 2e et 3e cycle universitaire.

### Facultés de1ercycle
L'université compte cinq facultés de 1er cycle (学部, gakubu).
- Faculté des humanités
- Faculté d'éducation
- École de médecine
- Faculté de science et technologie
- Faculté d'agriculture et des sciences de la vie

### Facultés de cycles supérieur
L'université compte sept facultés de cycles supérieurs (研究科, kenkyūka).
- Faculté des humanités
- Faculté d'éducation
- École de médecine
- Faculté de science et technologie
- Faculté d'agriculture et des sciences de la vie
- Faculté des sciences de la santé
- Faculté d'études régionales